# Zhang Ruifang
En aquest nom xinès, el cognom és Zhang.
Zhang Ruifang (xinès simplificat: 张瑞芳) (Boading 1918 - Shanghai 2012) Actriu de teatre i cinema xinesa. Una de les actrius més populars del cinema xinès en el període de 1930 a 1950. L'any 1943 el guionista i dramaturg Xia Yan la va definir com una de les "quatre grans actrius" de l'època conjuntament amb Qin Yi, Shu Xiuwen i Bai Yang, també conegudes com "les quatre grans dan" del teatre i el cinema, amb referència als papers femenins a l'òpera xinesa. Va ser una de les vint-i-dues estrelles del cinema xinès (actors i actrius) inclosa en la llista que va proposar el Ministeri de Cultura del moment i que d’alguna forma va ser aprovada pel primer ministre Zhou Enlai.

## Biografia
Zhang Ruifang va néixer el 15 de juny de 1918 a Boading, província de Hebei a la Xina. El 1935 va ingressar a l'Escola de Belles Arts del que llavors era Beiping (actual Pequín) per estudiar pintura occidental. El 1938, es va unir al Partit Comunista de la Xina.

#### Teatre
Zhang va començar la seva carrera com actriu en el l'àmbit del teatre. El 1929, va protagonitzar amb Lan Ma i altres l'obra de teatre en tres actes de Tian Han, 名优之死 (La mort d'un actor famós). El 1930 va col·laborar amb l'actor i director Cui Wei en l'adaptació de l'espectacle de teatre de carrer "Put Down Your Whip" també traduït com "Lay Dawn Your Whip".
Després de l'incident del 7 de juliol de 1937 amb l'inici de la segona guerra sino-japonesa, Zhang Ruifang, Zhang Nan, Chen Huangmei i altres van formar el "Beiping Student Battlefield Mobile Theatre Troupe" amb el propòsit de promoure la lluita contra l'agressió japonesa. El mateix any, va fer el paper de la senyora Zhang al drama "Fight the Japanese" escrit per Chen Huangmei . El 1942, va interpretar el paper de la minyona de setze anys, Chanjuan, a l'obra de teatre huaju, "Qu Yuan: Five Acts" (屈原 : 五幕劇) escrita el 1936 per Guo Moruo. També va protagonitzar l'obra "Beijing Ren" (北京人) del dramaturg Cao Yu.
El 1938, es va unir al Partit Comunista de la Xina.

#### Carrera cinematogràfica
Va començar la seva carrera al cinema l'any 1940, en una pel·lícula de Sun Yu, titulada, "Baptism of Fire" (火的洗礼) on Interpretava el paper d'una agent doble xinesa que treballa per al Japó durant la Segona Guerra sino-japonesa i va protagonitzar amb Zheng Junli i Wang Jue, la pel·lícula dramàtica "The Light of East Asia" dirigida per He Feiguang.
El seu primer paper important al cinema va ser, el 1947, el de Niu'er (妞儿) a la pel·lícula de Jin Shan "Along the Sungary River" (松花江上) produïda per Changchun Film Sudio (Estudi de cinema de Changchun) Des de 1952, va ser una de les grans actrius dels estudis de Shanghai. El 1952 va ser la protagonista de 南征北战 (Fight North and South ) fen el paper de la "guerrillera" Zhao Yumin.
El 1956, va interpretar el paper de la mare a "Mother" (母亲) de Ling Zifeng , després, l'any següent, el de Jin Feng a "The Song of Phoenix"” (凤凰之歌) de Zhao Ming.
Van ser aquests papers els que la van convertir en una actriu destacada a finals de la dècada de 1950. El 1956 va interpretar el paper de Ruijue a la pel·lícula "Family" (家), dirigida per Ye Ming i Chen Xihe basada en la novel·la homònima de Ba Jin, un paper que ja havia interpretat al teatre de Chongqing durant la guerra.; el 1957 va protagonitzar 凤凰之歌 "Phoenix Song" dirigida per Zhao Ming, que va ser una adaptació de l'òpera Huangmei "Wang Jinfeng" i el 1958 "Ni Er" de Zheng Junli amb l'actor Zhao Dan.
El 1962, el seu paper a "Li Shuangshuang" (李双双) del director Lu Ren, adaptació d'un conte de Li Zhun (李准), produïda per Hayian Film Studio, la va convertir en una gran estrella del cinema, coronada, el 1963 amb el "Hundred Flowers Award for Best Actress" La pel·lícula està filmada en base a un estil tipus comèdia screwball,de caràcter socialista amb característiques xineses i s'ha definit com un producte resultant de la relaxació ideològica desprès del Gran Salt Endavant i de l'arribada al poder del que va ser el 2n President de la República Popular de la Xina, Liu Shaoqi.
Malgrat la seva militància política durant la Revolució Cultural va ser perseguida, acusada de ser una agent del Guomindang i empresonada durant dos anys. El 1973 va se rehabilitada i va ser escollida representant de Shanghai al 4t Congrés Nacional del Partit.
El 1978 va rodar el que s'ha considerat com el seu darrer paper important. Va participar en el rodatge de l'adaptació al cinema d'una obra del novel·lista Li Zhun (guionista de Li Shuangshuang), on Zhang va fer el paper de la refugiada Li Mai en la pel·lícula "El riu precipitat" (大河奔流), codirigida per Xie Tieli i Chen Hua'ai.
La seva última aparició al cinema va ser l'any 1982, en el paper de la mestra jubilada, l'àvia Tao (陶奶奶) a "The Jingling Fountain" (泉水叮咚) del director Shi Xiaohua (石晓华). Després es va dedicar a activitats oficials.
Els anys 2000 va rebre nombrosos reconeixements a la seva trajectòria en el món del cinema , com el 9è premi Golden Phoenix Award (Jinfenghuang Jiang) de la Societat de Cinema i Arts Escèniques de la Xina (2003) i el l premi a la trajectòria al 10è Festival Internacional de Cinema de Shanghai i el Lifetime Achievement Award al 26th China Film Golden Rooster Awards (2007).
Va morir el 28 de juny de 2012 a l'Hospital Huadong de Shanghai als 94 anys.

## Filmografia destacada
| Any  | Títol xinès    | Títol anglès                      | Paper           |
| ---- | -------------- | --------------------------------- | --------------- |
| 1940 | 火的洗礼       | Fire Baptism                      | Fang Yin        |
| 1947 | 松花江上       | On the Songhua River              | Niuer           |
| 1952 | 南征北战       | Fight North and South o Civil War | Zhao Yumin      |
| 1956 | 母亲           | Mother                            | Mare            |
| 1956 | 家             | Family                            | Ruijiue         |
| 1957 | 凤凰之歌       | The Song of Phoenix               | Jin Feng        |
| 1958 | 三八河畔       | By the Three-Eight River          | Chen Shuzhen    |
| 1959 | 聂耳           | Nie Er                            | Zheng Leidian   |
| 1959 | 万紫千红总是春 | Always Colorful Spring            | Wang Caifeng    |
| 1962 | 李双双         | Li Shuangshuang                   | Li Shuangshuang |
| 1964 | 李善子         | Li Shanzi                         | Li Shanzi       |
| 1979 | 大河奔流       | Streaming                         | Li Mai          |
| 1979 | 怒吼吧！黄河   | Roar! The Yellow River            | A Dan           |
| 1982 | 泉水叮咚       | Tink, Tink, the Fountain          | Àvia Tao        |